# お揃い

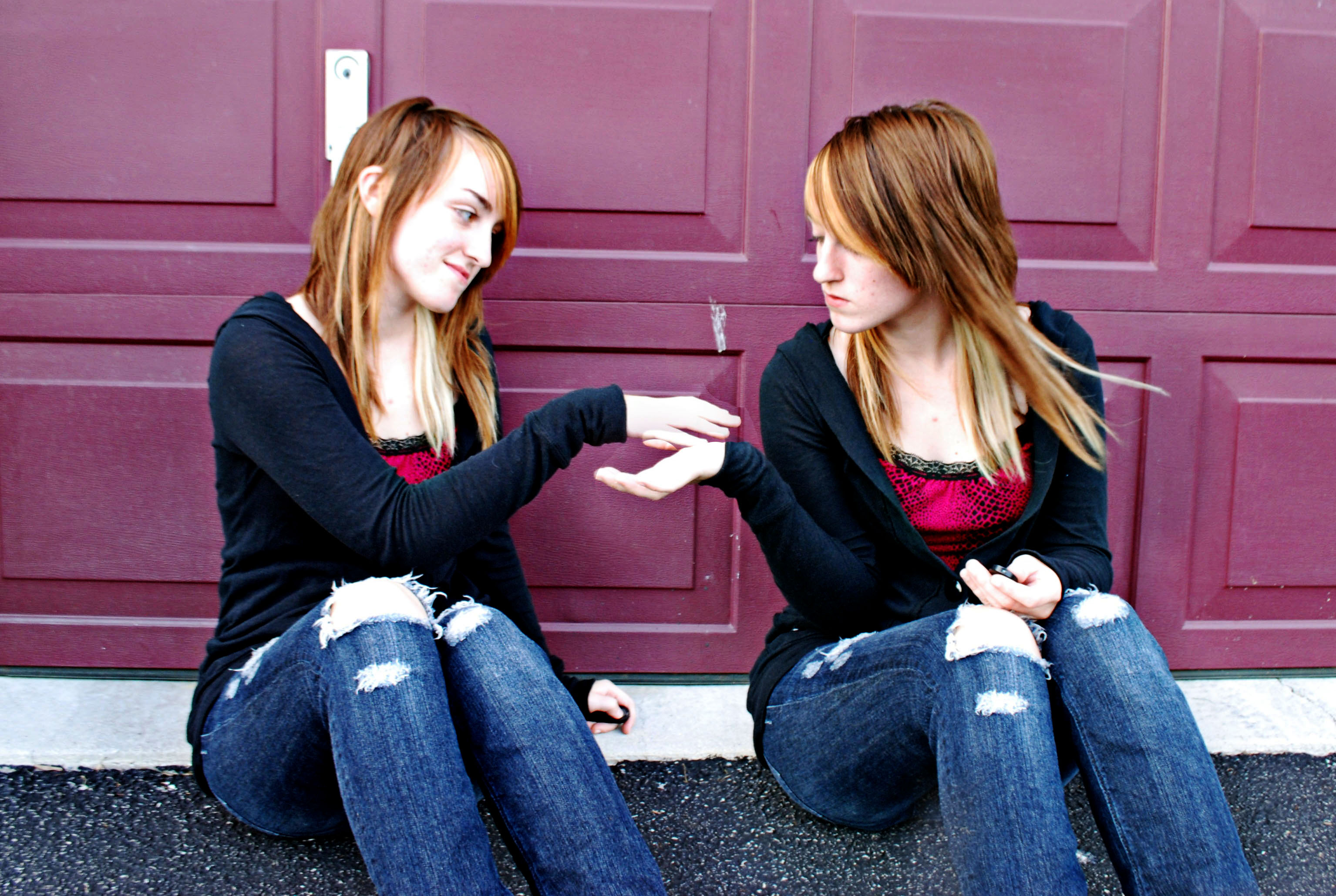
ジーンズのコンディションまで近似

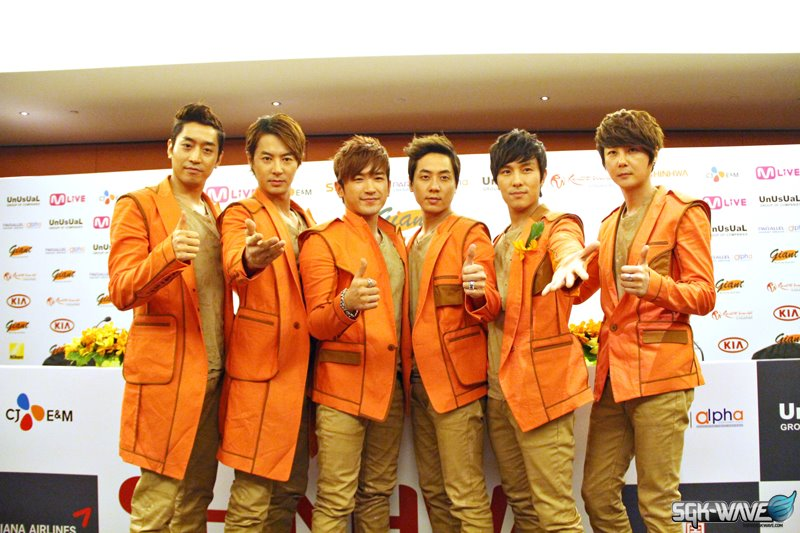
形違いのお揃い（ SHINHWA）

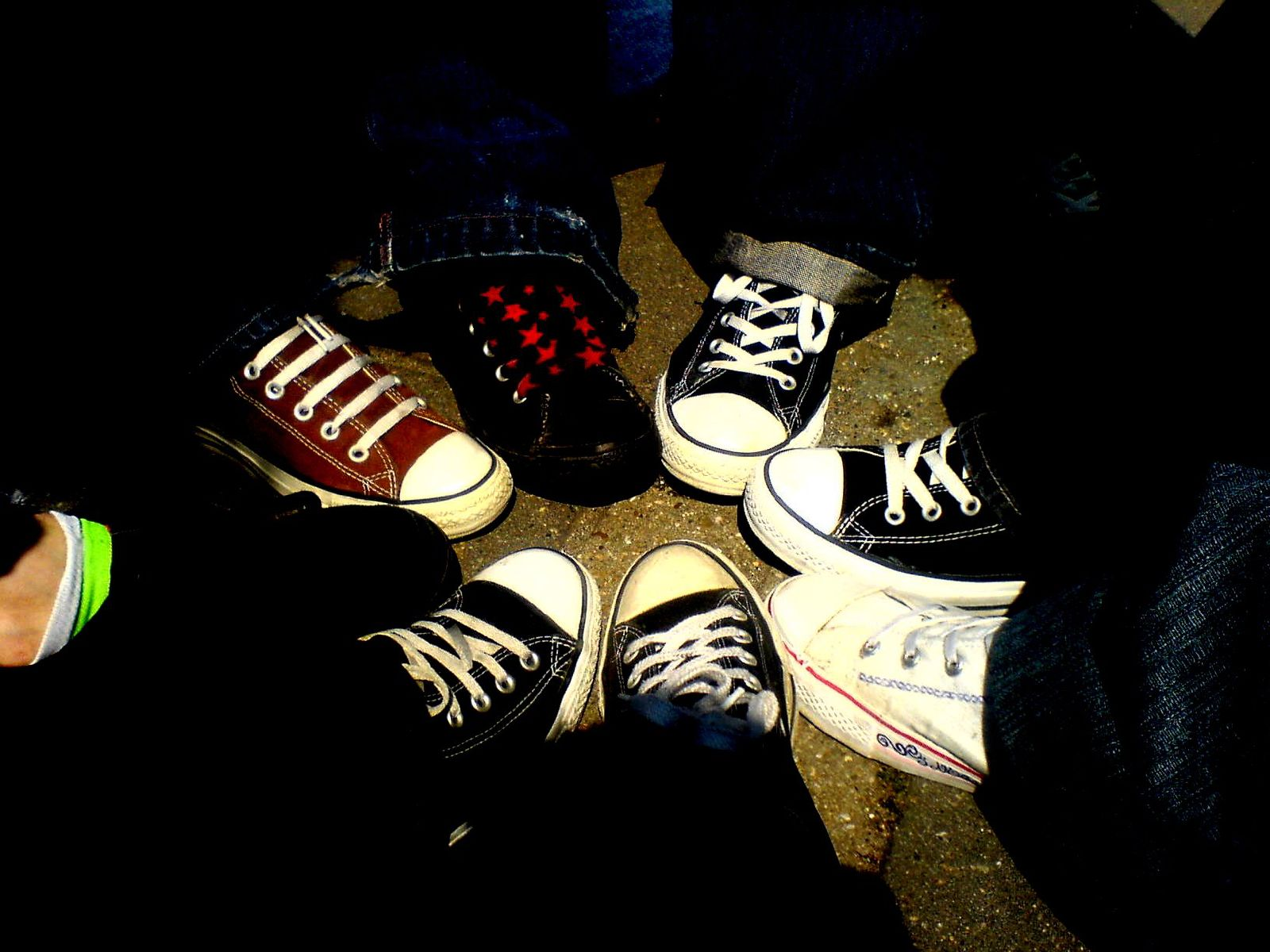
定番の「コンバース・オールスター」

お揃い（おそろい）は、ある人が所有・着用している衣服、靴、持ち物、タトゥーなどの色・柄が、特定の他者のそれと、同じである状況のこと。
略称としては、おそろというのがある。
双子コーデという言葉もあり、仲のいい友達同士の女子が、お揃いの服装で出かけることを主に指す。

## 概要
旅先で、その記念として2人（以上）で、同じ土産を購入する場合がある。また、留守番となった兄弟・姉妹・夫婦などに対してお揃いの品を、旅に行った他の家族が買ってくる場合もある。
兄弟・姉妹（双子を含む）で同じ服を着させている家庭もある。理由としては主に、「外出先での迷子対策・防止策」や、単純に「お揃いだと可愛らしい」等の理由が挙げられる。
なお、同じ商品で色違いの場合も、お揃いとみなすこともある。アイドルグループなどにおいては、男女を問わず、メンバーごとに■赤■青■黄などのイメージカラー（メンバーカラー）を固定し、色違いの衣装を着用する場合もある。

## かぶる
同じ服を着用したり小物類を持った他者と遭遇した際、これが想定外な場合や不本意な場合は、かぶる（被る / カブる）という否定気味な言い方もされる。また、バッティング（Butting）するという比喩表現もある。
さらに、香水やフレグランスに特徴がある柔軟剤などに関しても、これらの表現を用いる人もいる。
一点ものでない限り（例え限定品であっても）かぶる可能性はゼロにはならないうえに、たとえ全く異なる衣服でもトータルコーディネートから受ける印象が同じ場合も、かぶると言われることになる。この状況を、ばつが悪いと感じたり、嫌がる人もいる（日常だけでなくハロウィンの仮装のような状況下でも）。
なお、面識のある者同志の場合、「いじめている側といじめられている側」「上司（先輩）と部下」など、正反対な立場の二者間において、かぶりが発生することもありえる。また、一緒の仕事の事前に、かぶり回避のため服を互いに確認する女流棋士もいる。

## ペアルック
特に、恋人や夫婦であるペアが所有・同時着用している衣服は、ペアルック（和製英語: Pair ＋ Look、英: Matching outfits）と呼ばれる。かつて、日本では手編みのセーターやマフラー（互いのイニシャル入りなど）が、流行した時期もあった。
一部のアイテム・カラー・柄などのみをリンクさせるコーディネートについて、リンクコーデという呼び方も生まれた。
なお、小物に関してはペアルックと呼ばないが、下記のような対のキャラクターグッズをペアグッズとして、用いる恋人・夫婦もいる。
- ミッキーマウス と ミニーマウス
- ドナルドダック と デイジーダック
- ダッフィー と シェリーメイ
- エルモ と クッキーモンスター
- ポパイ と オリーブ・オイル